# Électricité
Vous lisez un « bon article » labellisé en 2021.

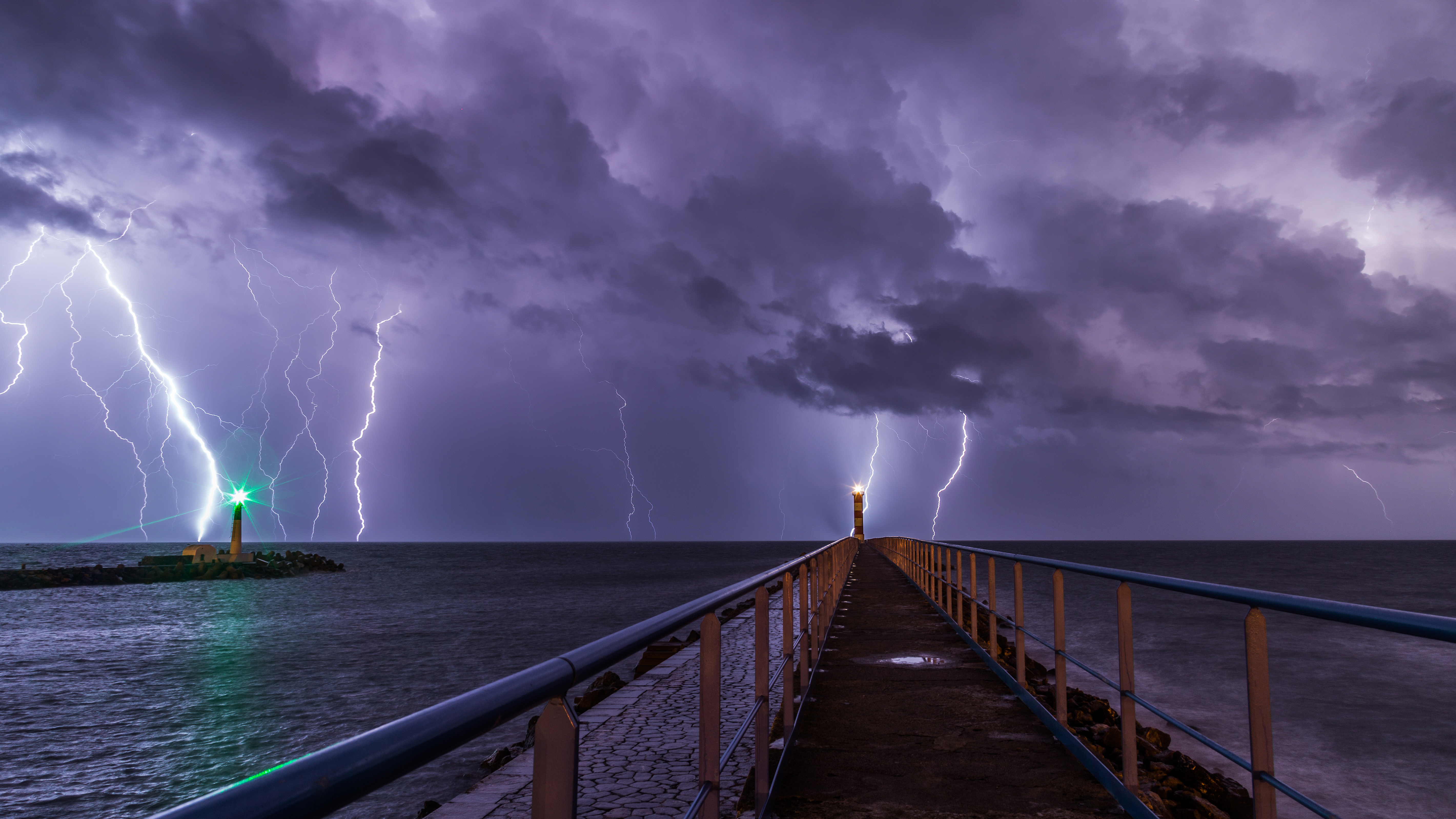
La foudre est l'un des phénomènes électriques les plus impressionnants qui existent.

L’électricité est l'ensemble des phénomènes physiques associés à la présence et au mouvement de la matière qui possède une propriété de charge électrique. L'électricité est liée au magnétisme, les deux faisant partie du phénomène de l'électromagnétisme, tel que décrit par les équations de Maxwell. Divers phénomènes courants sont liés à l'électricité, notamment la foudre, l'électricité statique, l'échauffement électrique, les décharges électriques.
La présence d'une charge électrique, qui peut être positive ou négative, produit un champ électrique. Le mouvement de cette charge représente un courant électrique, qui produit un champ magnétique. Lorsqu'une charge est placée à un endroit où le champ électrique est non nul, une force s'exerce sur elle. L'ampleur de cette force est donnée par la loi de Coulomb. Si la charge électrique se déplace dans le champ, celui-ci exerce un travail sur la charge. Nous pouvons donc parler de potentiel électrique en un certain point de l'espace, qui est généralement mesuré en volts.
L'électricité est au cœur de nombreuses technologies modernes. L'énergie électrique est un vecteur énergétique, qui utilise le courant électrique pour alimenter des équipements. En électronique, elle est aussi un vecteur d'information, exploité dans les circuits électriques impliquant des composants électriques actifs tels que les tubes électroniques, les transistors, les diodes, les circuits intégrés, ainsi que les technologies d'interconnexion passives associées.
Les phénomènes électriques sont étudiés depuis l'Antiquité, les progrès dans la compréhension théorique sont restés quasi nuls jusqu'aux XVIIe et XVIIIe siècles. La théorie de l'électromagnétisme est développée au XIXe siècle et, à la fin de ce siècle, les ingénieurs électriciens commencent à utiliser l'électricité à des fins industrielles et résidentielles. L'expansion rapide de la technologie électrique à cette époque a transformé l'industrie et la société, devenant la force motrice de la deuxième révolution industrielle. L'extraordinaire polyvalence de l'électricité lui permet d'être utilisée dans un nombre presque illimité d'applications, dont le transport, le chauffage, l'éclairage, les communications et l'informatique. La production d'électricité est en conséquence un secteur industriel clef de nombreux États.

## Histoire

### Premières théories

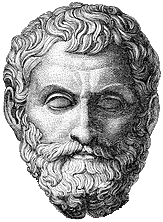
Thalès est le premier homme connu à avoir conduit des recherches au sujet de l'électricité.

Bien avant que l'électricité ne soit connue, l'être humain connaît les chocs provoqués par les poissons électriques. Des textes de l'Égypte antique datant de 2750 av. J.-C. font référence à ces poissons comme « Tonnerre du Nil », et les décrivent comme les « protecteurs » de tous les autres poissons. Les poissons électriques sont de nouveau signalés des millénaires plus tard par des naturalistes et des médecins grecs, romains et arabes. Plusieurs auteurs de l'Antiquité, tels que Pline l'Ancien et Scribonius Largus, attestent de l'effet anesthésiant des chocs électriques délivrés par les Malaptéruridés et les Torpediniformes, et savent que ces chocs peuvent se propager le long d'objets conducteurs. Les patients souffrant de maladies telles que la goutte ou de maux de tête sont invités à toucher des poissons électriques dans l'espoir que la puissante secousse les guérisse.
Les cultures antiques du pourtour méditerranéen savent que certains objets, tels que des baguettes d'ambre, peuvent être frottés avec de la fourrure de chat pour attirer des objets légers comme des plumes. Thalès fait une série d'observations sur l'électricité statique vers 600 av. J.-C., à partir desquelles il croit que la friction rendrait l'ambre magnétique, contrairement à des minéraux comme la magnétite, qui n'auraient pas besoin d'être frottés,,,. Selon une théorie controversée, les Parthes auraient eu des connaissances en galvanoplastie, d'après la découverte, en 1936, de la pile électrique de Bagdad, qui ressemble à une cellule galvanique, bien qu'il ne soit pas prouvé que l'artefact soit de nature électrique.

### Premières recherches et étymologie
L'électricité n'est guère plus qu'une curiosité intellectuelle pendant des millénaires, jusqu'en 1600, lorsque le scientifique anglais William Gilbert écrit De Magnete, dans lequel il étudie minutieusement l'électricité et le magnétisme, en distinguant l'effet de la magnétite de l'électricité statique produite par le frottement de l'ambre. Il invente le nouveau mot latin electricus, tiré de « d’ambre » ou « comme l'ambre », de ἤλεκτρον / ḗlektron, le mot grec pour « ambre », pour désigner la propriété d'attirer de petits objets après avoir été frottés. Cette association donne naissance aux mots anglais « electric » et « electricity », qui apparaissent pour la première fois dans l'ouvrage Pseudodoxia Epidemica de Thomas Browne en 1646 et sont plus tard empruntés par le français pour former « électrique » et « électricité »,.

### Découverte des principaux effets

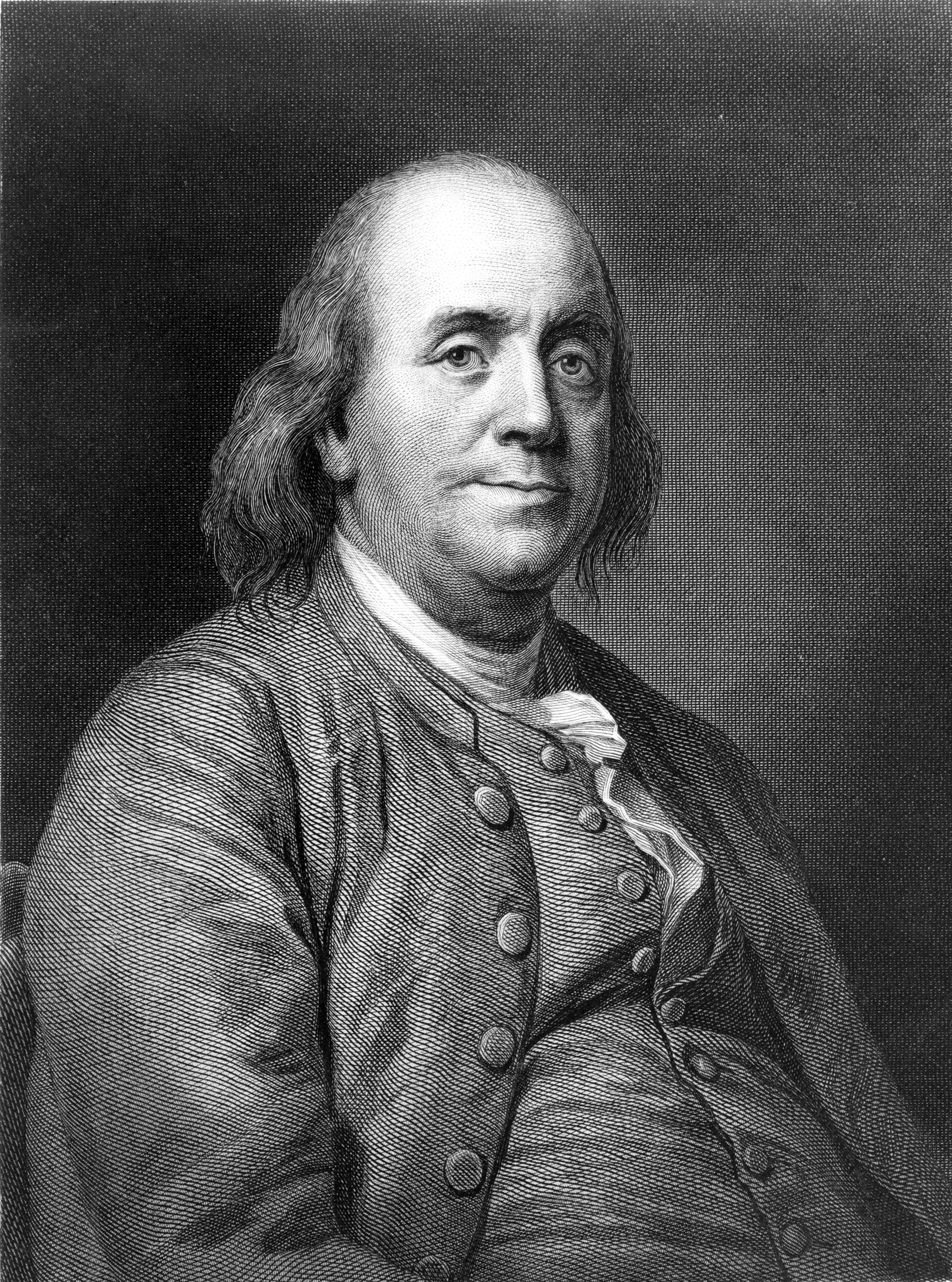
Benjamin Franklin a mené des recherches approfondies sur l'électricité au XVIIIe siècle.

D'autres travaux sont menés au XVIIe siècle et au début du XVIIIe siècle par Otto von Guericke, Robert Boyle, Stephen Gray et Charles François de Cisternay du Fay. Plus tard, Benjamin Franklin mène des recherches approfondies sur l'électricité, vendant ses biens pour financer ses travaux. En juin 1752, il aurait attaché une clé métallique au bas de la corde d'un cerf-volant humidifié et aurait fait voler l'ensemble dans un orage,. Une succession d'étincelles sautant de la clé au dos de sa main démontre alors que la foudre était de nature électrique. Il explique également le comportement apparemment paradoxal de la bouteille de Leyde en tant que dispositif de stockage de grandes quantités de charges électriques positives et négatives,.

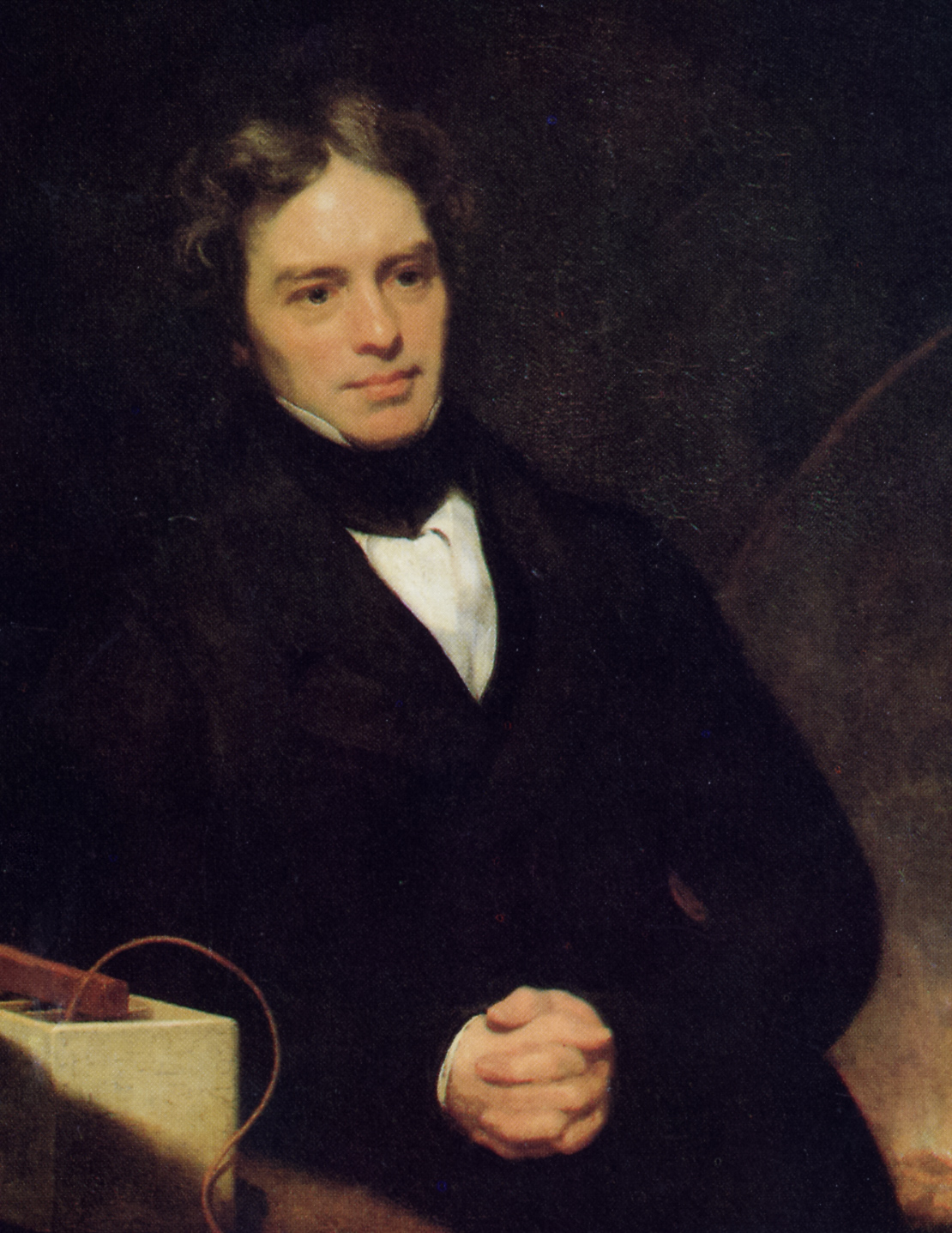
Les découvertes de Michael Faraday ont constitué la base de la technologie des moteurs électriques.

En 1791, Luigi Galvani publie sa découverte du bioélectromagnétisme, démontrant que l'électricité est le moyen par lequel les neurones transmettent des signaux aux muscles,,. La pile voltaïque d'Alessandro Volta en 1800, constituée de couches alternées de zinc et de cuivre, fournit aux scientifiques une source d'énergie électrique plus fiable que les machines électrostatiques utilisées auparavant,. La reconnaissance de l'électromagnétisme, l'unité des phénomènes électriques et magnétiques, est due à Hans Christian Ørsted et André-Marie Ampère en 1819-1820. Michael Faraday invente le moteur électrique en 1821, et Georg Ohm analyse mathématiquement les circuits électriques en 1827. L'électricité et le magnétisme sont définitivement liés par James Clerk Maxwell, notamment dans son ouvrage On Physical Lines of Force en 1861 et 1862.
En 1887, Heinrich Hertz découvre que des électrodes éclairées par un rayonnement ultraviolet créent plus facilement des étincelles électriques,. En 1905, Albert Einstein publie un article expliquant les données expérimentales de l'effet photoélectrique comme étant le résultat de l'énergie lumineuse transportée en paquets quantifiés discrets, dynamisant les électrons.

### Industrialisation et arrivée de l'électronique
Si le début du XIXe siècle a vu des progrès rapides dans le domaine de la science électrique, c'est la fin du XIXe siècle qui voit les plus grands progrès dans le domaine de l'électrotechnique. Grâce à des personnes telles qu'Alexander Graham Bell, Ottó Bláthy, Thomas Edison, Galileo Ferraris, Oliver Heaviside, Ányos Jedlik, William Thomson, Charles Algernon Parsons, Werner von Siemens, Joseph Swan, Reginald Fessenden, Nikola Tesla et George Westinghouse, l'électricité passe du statut de curiosité scientifique à celui d'outil essentiel de la vie moderne, et participe également à la deuxième révolution industrielle,.
Le premier dispositif à semi-conducteurs est le « détecteur de crystal », utilisé pour la première fois dans les années 1900 dans les récepteurs radio. L'électronique à l'état solide s'impose ensuite avec l'émergence des transistors. Le premier transistor fonctionnel, un transistor à contact ponctuel à base de germanium, est inventé par John Bardeen et Walter Houser Brattain aux laboratoires Bell en 1947, suivi par le transistor bipolaire en 1948,. Ces premiers transistors sont des dispositifs relativement volumineux et difficiles à fabriquer en masse. Ils sont suivis par le transistor à effet de champ à grille métal-oxyde (MOSFET) à base de silicium, inventé par Mohamed M. Atalla et Dawon Kahng aux laboratoires Bell en 1959. Il s'agit du premier transistor véritablement compact qui peut être miniaturisé et produit en masse pour une large gamme d'utilisations, ce qui conduit à la révolution du silicium et à ce qui est défini par certains comme une nouvelle époque historique : l'ère de l'information,,. Le MOSFET est depuis devenu le dispositif le plus fabriqué de l'histoire. L'électronique participe ainsi activement à la troisième révolution industrielle, notamment grâce au développement de l'automation mais aussi grâce aux progrès qu'elle a permis dans la communication,,.

## Concepts

### Charge électrique

Une charge sur un électroscope à feuilles d'or provoque une répulsion visible des feuilles.

La présence d'une charge donne lieu à une force électrostatique : les charges exercent une force l'une sur l'autre, un effet qui est déjà connu, mais pas compris, dans l'Antiquité. Une boule légère suspendue à une ficelle peut être chargée en la touchant avec une tige de verre qui a elle-même été chargée en la frottant avec un tissu. Si une seconde balle est chargée par la même tige de verre, on constate qu'elle repousse la première : la charge éloigne les deux balles. Deux boules chargées par une tige d'ambre frottée se repoussent également. En revanche, si une boule est chargée par une tige de verre et l'autre par une tige d'ambre, les deux boules s'attirent. Ces phénomènes sont étudiés à la fin du XVIIIe siècle par Charles-Augustin Coulomb, qui déduit que la charge se manifeste sous deux formes opposées. Cette découverte conduit à l'axiome bien connu : les objets de même charge se repoussent et les objets de charge opposée s'attirent.
La force agit sur les particules chargées elles-mêmes, d'où la tendance de la charge à se répartir le plus uniformément possible sur une surface conductrice. L'ampleur de la force électromagnétique, qu'elle soit attractive ou répulsive, est donnée par la loi de Coulomb, qui relie la force au produit des charges et qui a une relation inverse au carré avec la distance qui les sépare. La force électromagnétique est très puissante, juste derrière l'interaction forte, mais, contrairement à cette dernière, elle agit sur toutes les distances,. Par rapport à la force gravitationnelle, beaucoup plus faible, la force électromagnétique qui éloigne deux électrons est 1042 fois supérieure à l'attraction de la gravitation qui les rapproche.
Une charge provient de certains types de particules subatomiques, dont les porteurs les plus connus sont les électrons et les protons. Une charge électrique donne naissance à une force électromagnétique, l'une des quatre forces fondamentales de la nature. La charge est une quantité conservée, c'est-à-dire que la charge nette au sein d'un système électriquement isolé restera toujours constante, quels que soient les changements qui se produisent dans ce système. Au sein du système, la charge peut être transférée entre corps, soit par contact direct, soit par passage le long d'un matériau conducteur, tel qu'un fil.
La charge des électrons et des protons étant de signe opposé, une quantité de charge peut être exprimée comme étant négative ou positive. Par convention, la charge portée par les électrons est considérée comme négative, et celle des protons comme positive, une coutume qui trouve son origine dans les travaux de Benjamin Franklin. La quantité de charge est généralement désignée par le symbole Q et exprimée en coulombs ; chaque électron porte la même charge d'environ −1,602 2 × 10−19 coulomb. Le proton a une charge égale et opposée, soit +1,602 2 × 10−19 coulomb. La charge est possédée non seulement par la matière, mais aussi par l'antimatière, chaque antiparticule portant une charge égale et opposée à sa particule correspondante.
La charge peut être mesurée par un certain nombre de moyens, l'un des premiers instruments étant l'électroscope à feuille d'or, qui, bien qu'il soit encore utilisé pour des démonstrations en classe, a été remplacé par l'électromètre électronique.

Deux charges de nature opposée s'attirent
Deux charges de même nature se repoussent

### Courant électrique
Le mouvement d'une charge électrique est connu sous le nom de courant électrique, dont l'intensité est généralement mesurée en ampères. Le courant peut être constitué de n'importe quelle particule chargée en mouvement ; le plus souvent, il s'agit d'électrons, mais toute charge en mouvement constitue un courant. Le courant électrique peut traverser certaines choses, les conducteurs électriques, mais ne traversera pas un isolant électrique,,.
Par convention historique, un courant positif est défini comme circulant de la partie positive d'un circuit vers la partie négative. Le courant défini de cette manière va alors dans le « sens conventionnel ». Le mouvement des électrons dans un circuit électrique est ainsi considéré comme allant dans la direction opposée à celle du « sens conventionnel », les électrons étant chargés négativement.

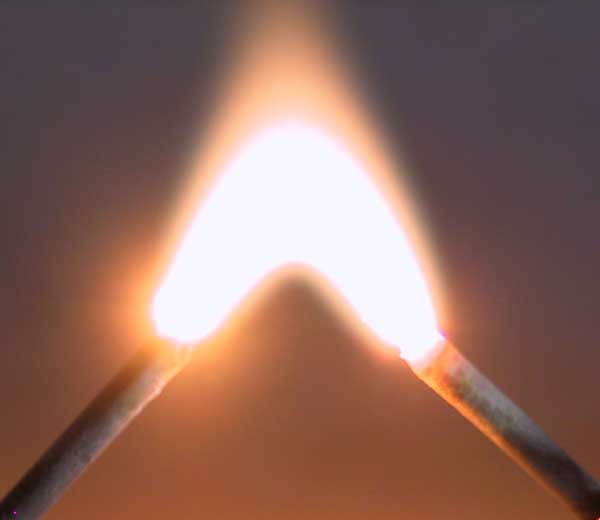
Un arc électrique fournit une démonstration énergétique du courant électrique.

Le processus par lequel le courant électrique traverse un matériau est appelé conduction électrique, et sa nature varie en fonction de celle des particules chargées et du matériau qu'elles traversent. Parmi les exemples de courants électriques, on peut citer la conduction métallique, où les électrons circulent dans des conducteurs tel que le métal, et l'électrolyse, où les ions (atomes chargés) circulent dans des liquides ou dans des plasmas (étincelles électriques). Alors que les particules elles-mêmes peuvent se déplacer assez lentement, parfois avec une vitesse de dérive moyenne de seulement quelques fractions de millimètre par seconde, le champ électrique qui les anime se propage lui-même à une vitesse proche de celle de la lumière, permettant aux signaux électriques de passer rapidement le long des fils,.
Un courant provoque plusieurs effets observables, qui permettent de reconnaître sa présence. En 1800, William Nicholson et Anthony Carlisle découvrent que l'eau peut être décomposée par le courant d'une pile voltaïque, un processus maintenant connu sous le nom d'électrolyse de l'eau. Leurs travaux sont ensuite largement développés par Michael Faraday en 1833. Le courant traversant une résistance provoque un échauffement localisé, un effet que James Prescott Joule étudie mathématiquement en 1840. L'une des découvertes les plus importantes concernant le courant est faite accidentellement par Hans Christian Ørsted en 1820, lorsque, alors qu'il prépare une conférence, il voit le courant dans un fil perturber l'aiguille d'une boussole magnétique. Il découvre ainsi l'électromagnétisme, une interaction fondamentale entre l'électricité et le magnétisme. Le niveau des émissions électromagnétiques générées par un arc électrique est suffisamment élevé pour produire des interférences électromagnétiques qui peuvent nuire au fonctionnement des équipements adjacents.
Dans les applications techniques ou domestiques, le courant est souvent décrit comme étant soit un courant continu (DC), soit un courant alternatif (AC). Ces termes font référence à la façon dont le courant varie dans le temps. Le courant continu, tel qu'il est produit par exemple à partir d'une batterie et requis par la plupart des appareils électroniques, est un flux unidirectionnel de la partie positive d'un circuit vers la partie négative. Si, comme c'est le cas le plus souvent, ce flux est transporté par des électrons, ceux-ci se déplacent dans la direction opposée. Le courant alternatif est un courant qui s'inverse de manière répétée ; il prend presque toujours la forme d'une onde sinusoïdale. Le courant alternatif est donc pulsé dans un conducteur sans que la charge ne se déplace sur une distance nette dans le temps. La valeur moyenne dans le temps d'un courant alternatif est nulle, mais il fournit de l'énergie dans un sens puis dans l'autre. Le courant alternatif est affecté par des propriétés électriques qui ne sont pas observées en régime permanent de courant continu, comme l'inductance et la capacité.

### Champ électrique

Lignes de champ émanant d'une charge positive au-dessus d'un conducteur plan.

Le concept de champ électrique a été introduit par Michael Faraday. Un champ électrique est créé par un corps chargé dans l'espace qui l'entoure, et se traduit par une force exercée sur toute autre charge placée dans le champ. Le champ électrique agit entre deux charges de la même manière que le champ gravitationnel entre deux masses, et il s'étend vers l'infini en présentant une relation inverse du carré avec la distance. La gravité agit toujours par attraction, rapprochant deux masses, tandis que le champ électrique peut entraîner soit une attraction, soit une répulsion. Comme les grands corps tels que les planètes ne portent généralement pas de charge nette, le champ électrique à distance est généralement nul. La gravité est donc la force dominante à distance dans l'univers, bien qu'elle soit beaucoup plus faible. Le champ électrique se mesure en volts par mètre.
Un champ électrique varie généralement dans l'espace et son intensité en un point donné est définie comme la force (par unité de charge) qui serait ressentie par une charge stationnaire négligeable si elle était placée en ce point. La charge conceptuelle, appelée « charge d'essai », doit être infiniment petite pour éviter que son propre champ électrique ne perturbe le champ principal et doit également être stationnaire pour éviter l'effet des champs magnétiques. Comme le champ électrique est défini en termes de force, et que la force est un vecteur, ayant à la fois une magnitude et une direction, il s'ensuit qu'un champ électrique est un champ de vecteurs.
L'étude des champs électriques créés par des charges stationnaires est appelée électrostatique. Le champ peut être visualisé par un ensemble de lignes imaginaires dont la direction en tout point est la même que celle du champ. Ce concept a été introduit par Faraday, dont l'expression « lignes de force » est encore parfois utilisée. Les lignes de champ sont les chemins qu'une charge positive ponctuelle chercherait à emprunter lorsqu'elle est forcée de se déplacer dans le champ ; il s'agit cependant d'un concept imaginaire sans existence physique, et le champ imprègne tout l'espace intermédiaire entre les lignes. Les lignes de champ émanant de charges stationnaires ont plusieurs propriétés essentielles : premièrement, elles naissent à des charges positives et se terminent à des charges négatives ; deuxièmement, elles doivent pénétrer dans tout bon conducteur à angle droit ; et troisièmement, elles ne peuvent jamais se croiser ni se refermer sur elles-mêmes. Un corps conducteur creux porte toute sa charge sur sa surface extérieure. Le champ est donc nul en tout point du corps.
Les principes de l'électrostatique sont importants lors de la conception d'équipements à haute tension. Il existe une limite finie à l'intensité du champ électrique que peut supporter un milieu quelconque. Au-delà de cette limite, une rupture électrique se produit et un arc électrique provoque un embrasement entre parties chargées. L'air, par exemple, a tendance à former un arc à travers de petits espaces lorsque l'intensité du champ électrique dépasse 30 kV par centimètre, ce qui représente la limite de sa rigidité diélectrique. La manifestation naturelle la plus visible de ce phénomène est la foudre, qui se produit lorsque la charge est séparée dans les nuages par des colonnes d'air ascendantes et que le champ électrique dans l'air est supérieur à ce qu'il peut supporter. La tension d'un grand nuage de foudre peut atteindre 100 MV et son énergie de décharge peut atteindre 250 kWh.
L'intensité du champ est fortement influencée par la proximité d'objets conducteurs, et elle est particulièrement forte lorsqu'elle est forcée de s'incurver autour d'objets pointus. Ce principe est exploité dans le paratonnerre, dont la pointe acérée a pour effet d'encourager le coup de foudre à se développer à cet endroit, plutôt que vers le bâtiment qu'il sert à protéger.

### Potentiel électrique
Le concept de potentiel électrique est étroitement lié à celui de champ électrique. Une petite charge placée dans un champ électrique subit une force. Amener la charge à ce point, contre cette force, nécessite un travail. Le potentiel électrique en tout point est défini comme l'énergie nécessaire pour amener lentement une unité de charge d'essai d'une distance infinie à ce point. Il est généralement mesuré en volts, 1 volt représentant le potentiel pour 1 joule dépensé pour amener une charge de 1 coulomb depuis l'infini. Cette définition du potentiel, bien que formelle, a peu d'applications pratiques, et un concept plus utile est celui de différence de potentiel électrique, l'énergie requise pour déplacer une charge unitaire entre deux points spécifiés. Un champ électrique a la propriété particulière d'être conservatif, ce qui signifie que le chemin emprunté par la charge d'essai n'est pas pertinent : tous les chemins entre deux points spécifiés dépensent la même énergie, et on peut donc énoncer une valeur unique pour la différence de potentiel.

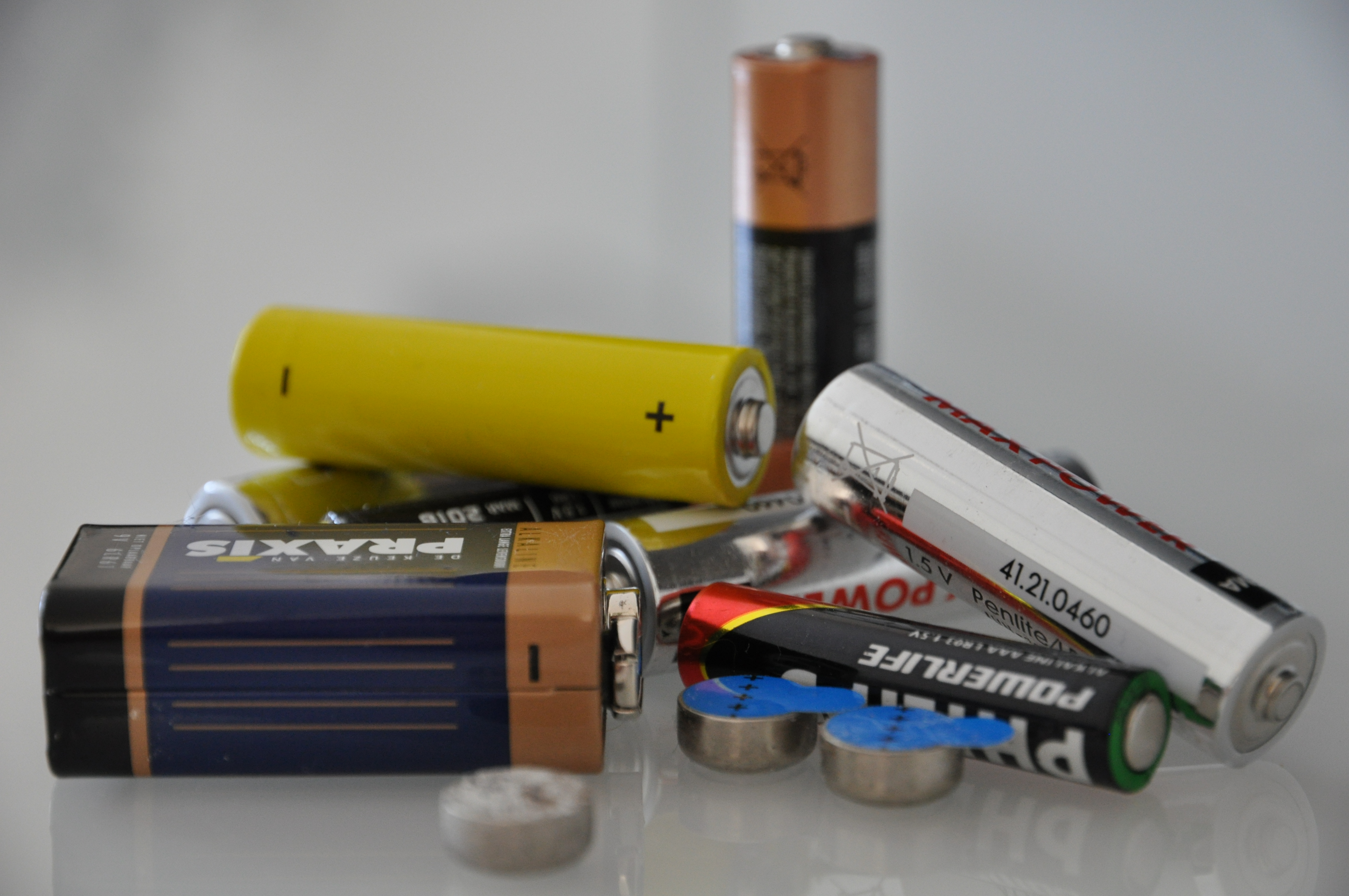
Le signe + sur les différents types de piles électriques indique la polarité de la différence de potentiel électrique entre leurs bornes.

Pour des raisons pratiques, il est utile de définir un point de référence commun auquel les potentiels peuvent être exprimés et comparés. Bien que ce point puisse être à l'infini, une référence beaucoup plus utile est la Terre elle-même, qui est supposée être au même potentiel partout. Ce point de référence prend naturellement le nom de « terre ». La Terre est supposée être une source infinie de charges positives et négatives à quantités égales, et est donc électriquement non chargée — et non chargeable.
Le potentiel électrique est un scalaire, c'est-à-dire qu'il n'a qu'une magnitude et pas de direction. Il peut être considéré comme analogue à la hauteur : de la même manière qu'un objet relâché tombera d'une certaine différence de hauteur causée par un champ gravitationnel, une charge « tombera » d'une certaine différence de potentiel causée par un champ électrique. De la même manière que les cartes en relief montrent des courbes de niveau marquant les points de hauteur égale, des lignes de champ marquant des points à potentiel égal (connues sous le nom d'équipotentielles) peuvent être dessinées autour d'un objet chargé électrostatiquement. Les équipotentielles croisent toutes les lignes de force à angle droit. Elles doivent également être parallèles à la surface d'un conducteur, sinon cela produirait une force qui déplacerait les porteurs de charge pour égaliser le potentiel de la surface.
Le champ électrique est formellement défini comme la force exercée par unité de charge, mais le concept de potentiel permet une définition plus utile et équivalente : le champ électrique est le gradient local du potentiel électrique. Généralement exprimé en volts par mètre, la direction du vecteur du champ est la ligne de plus grand potentiel, et l'endroit où les équipotentielles sont les plus proches l'une de l'autre.

### Champ magnétique

Le champ magnétique tourne autour d'un courant.

La découverte par Ørsted, en 1821, de l'existence d'un champ magnétique autour de tous les côtés d'un fil transportant un courant électrique indique qu'il existe une relation directe entre l'électricité et le magnétisme. De plus, cette interaction semblait alors différente des forces gravitationnelles et électrostatiques, les deux forces de la nature alors connues. La force exercée sur l'aiguille de la boussole ne la dirigeait pas vers ou à l'opposé du fil porteur du courant, mais agissait à angle droit par rapport à celui-ci. Ørsted a déclaré que « le conflit électrique agit de manière tournante ». La force dépendait également du sens du courant, car si le flux est inversé, la force l'est aussi.
Ørsted n'a pas compris complètement sa découverte, mais il observe que l'effet est réciproque : un courant exerce une force sur un aimant, et un champ magnétique exerce une force sur un courant. Le phénomène est approfondi par André-Marie Ampère, qui découvre que deux fils parallèles parcourus par un courant exercent une force l'un sur l'autre : deux fils conduisant des courants dans le même sens sont attirés l'un vers l'autre, tandis que les fils contenant des courants dans des directions opposées s'éloignent l'un de l'autre. Cette interaction est médiée par le champ magnétique que chaque courant produit et constitue la base de la définition internationale de l'ampère.
La relation entre les champs magnétiques et les courants est extrêmement importante, car elle a conduit à l'invention du moteur électrique par Michael Faraday en 1821. Le moteur homopolaire de Faraday est constitué d'un aimant placé dans un bain de mercure. Un courant électrique passe par un fil suspendu à un pivot au-dessus de l'aimant et plonge dans le mercure. L'aimant exerce alors une force tangentielle sur le fil, le faisant tourner autour de l'aimant aussi longtemps que le courant est maintenu.
Les expériences menées par Faraday en 1831 ont révélé qu'un fil se déplaçant perpendiculairement à un champ magnétique développe une différence de potentiel entre ses extrémités. Une analyse plus poussée de ce processus, connu sous le nom d'induction électromagnétique, lui a permis d'énoncer le principe, désormais connu sous le nom de loi de Lenz-Faraday, selon lequel la différence de potentiel induite dans un circuit fermé est proportionnelle au taux de variation du flux magnétique à travers la boucle. L'exploitation de cette découverte lui a permis d'inventer le premier générateur électrique en 1831, avec lequel il a converti l'énergie mécanique d'un disque tournant de cuivre en énergie électrique.

### Circuits électriques

Un circuit électrique basique. La source de tension V à gauche fait circuler un courant I dans le circuit, fournissant de l'énergie électrique à la résistance R. À partir de la résistance, le courant retourne à la source, complétant ainsi le circuit.

Un circuit électrique est une interconnexion de composants électriques permettant de faire circuler une charge électrique le long d'un chemin fermé (un circuit), généralement pour effectuer une tâche utile. Les composants d'un circuit électrique peuvent prendre de nombreuses formes : résistances, condensateurs, interrupteurs, transformateurs et composants électroniques. Les circuits électroniques contiennent des composants actifs, généralement des semi-conducteurs, et présentent généralement un comportement non linéaire, nécessitant une analyse complexe. Les composants électriques les plus simples sont ceux que l'on qualifie de passifs et linéaires : s'ils peuvent temporairement stocker de l'énergie, ils n'en contiennent aucune source et présentent des réponses linéaires aux stimuli.
La résistance est peut-être le plus simple des éléments de circuit passifs : comme son nom l'indique, elle résiste au courant qui la traverse et dissipe son énergie sous forme de chaleur. La résistance est une conséquence du mouvement de la charge dans un conducteur : dans les métaux, par exemple, la résistance est principalement due aux collisions entre les électrons et les ions. La loi d'Ohm est une loi fondamentale de la théorie des circuits, qui stipule que le courant traversant une résistance est directement proportionnel à la différence de potentiel à ses bornes. La résistance de la plupart des matériaux est relativement constante pour une gamme de températures et de courants ; les matériaux dans ces conditions sont dits « ohmiques ». L'ohm, l'unité de résistance, a été nommé en l'honneur de Georg Ohm, et est symbolisé par la lettre grecque Ω (oméga). 1 ohm est la résistance qui produit une différence de potentiel de 1 volt en réponse à un courant continu de 1 ampère.
Le condensateur est un développement de la bouteille de Leyde et est un dispositif qui peut stocker une charge, et ainsi stocker de l'énergie électrique dans le champ résultant. Il est généralement constitué de deux plaques conductrices séparées par une fine couche diélectrique isolante ; en pratique, de fines feuilles métalliques sont enroulées ensemble, ce qui augmente la surface par unité de volume et donc la capacité. L'unité de la capacité est le farad, nommé d'après Michael Faraday et est désigné par le symbole F ; 1 farad est la capacité d'une charge de 1 coulomb qui développe une différence de potentiel de 1 volt. Un condensateur connecté à une tension d'alimentation génère initialement un courant lorsqu'il accumule une charge ; ce courant décroît toutefois au fur et à mesure que le condensateur se remplit, pour finalement tomber à zéro. Un condensateur ne permet donc pas le passage d'un courant continu stabilisé, mais le bloque.
L'inducteur est un conducteur, généralement une bobine de fil, qui stocke de l'énergie dans un champ magnétique en réponse au courant qui le traverse. Lorsque le courant change, le champ magnétique change également, induisant une tension entre les extrémités du conducteur. La tension induite est proportionnelle à la vitesse de variation du courant. La constante de proportionnalité est appelée l'inductance. L'unité d'inductance est le henry, du nom de Joseph Henry, un contemporain de Faraday. 1 henry est l'inductance qui induit une différence de potentiel de 1 volt si le courant qui la traverse change à la vitesse de 1 ampère par seconde. Le comportement de l'inducteur est, à certains égards, inverse de celui du condensateur : il laisse passer librement un courant qui ne change pas, mais s'oppose à un courant qui change rapidement.

## Production et utilisation

### Production et transmission

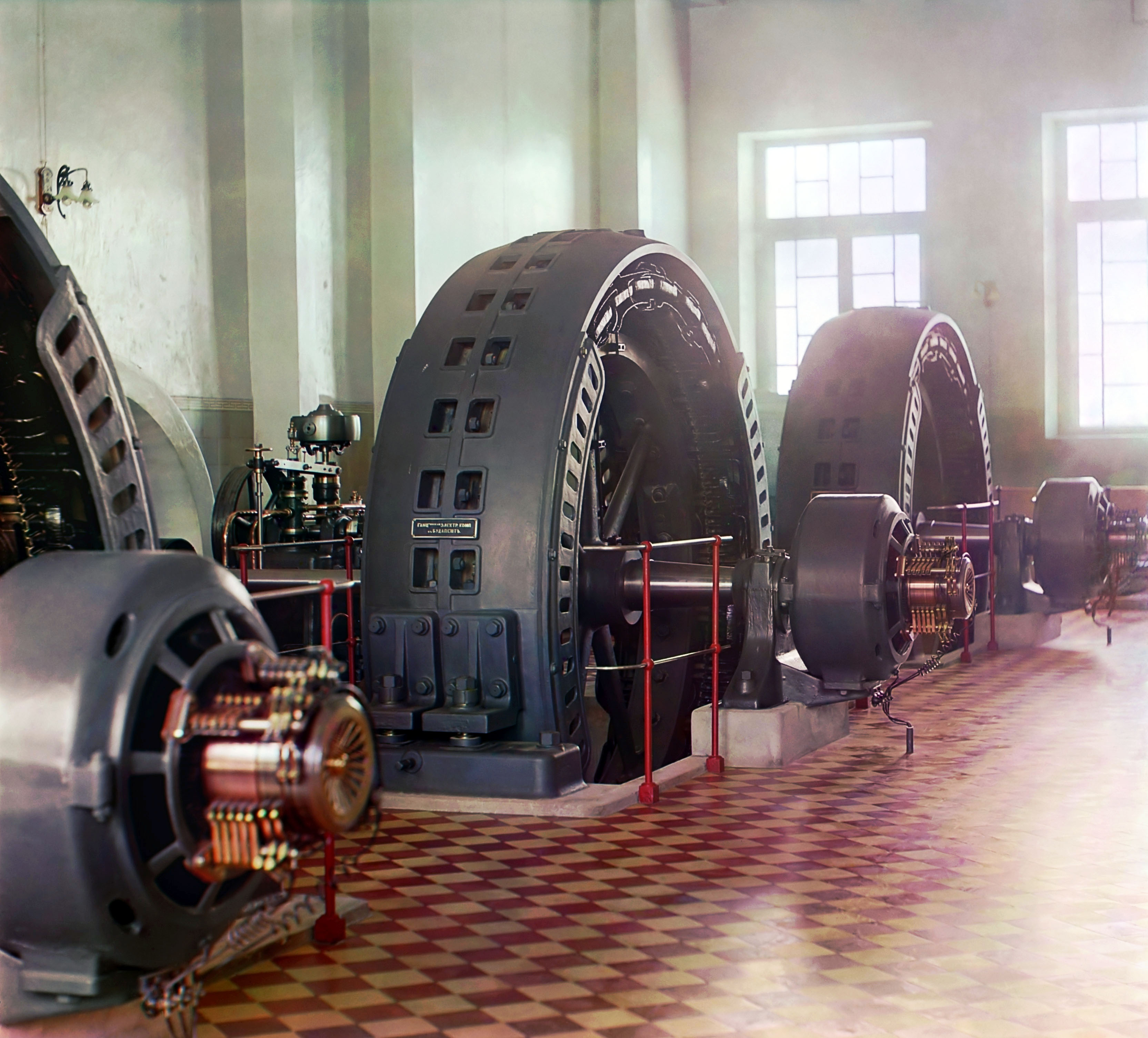
Alternateur du début du XXe siècle fabriqué à Budapest, Hongrie, dans le hall de production d'énergie d'une centrale hydroélectrique (photographie de Sergueï Prokoudine-Gorski, 1905-1915).

Au VIe siècle av. J.-C., le philosophe grec Thalès réalise des expériences avec des tiges d'ambre qui constituent les premières études sur la production d'énergie électrique. Bien que cette méthode, connue aujourd'hui sous le nom d'effet triboélectrique, puisse soulever des objets légers et produire des étincelles, elle est extrêmement inefficace. Il faut attendre l'invention de la pile voltaïque au XVIIIe siècle pour disposer d'une source d'électricité viable. La pile voltaïque et son descendant moderne, la batterie électrique, stockent l'énergie sous forme chimique et la rendent disponible à la demande sous forme d'énergie électrique.
L'énergie électrique est généralement produite par des générateurs électromécaniques actionnés par la vapeur produite par la combustion de combustibles fossiles, par la chaleur libérée par une réaction nucléaire, ou encore par d'autres sources telles que l'énergie cinétique extraite du vent ou de l'eau courante. La turbine à vapeur moderne, inventée par Sir Charles Algernon Parsons en 1884, produit aujourd'hui environ 80 % de l'énergie électrique dans le monde en utilisant diverses sources de chaleur. Ces générateurs ne ressemblent en rien au générateur à disque homopolaire de Faraday de 1831, mais ils reposent toujours sur son principe électromagnétique selon lequel un conducteur reliant un champ magnétique changeant induit une différence de potentiel à ses extrémités. L'invention du transformateur à la fin du XIXe siècle permet de transmettre plus efficacement l'énergie électrique à une tension plus élevée mais à un courant plus faible. Une transmission électrique efficace signifie à son tour que l'électricité peut être produite dans des centrales électriques centralisées, où elle bénéficie d'économies d'échelle, puis être envoyée sur des distances relativement longues là où elle est nécessaire,.
Étant donné que l'énergie électrique ne peut pas facilement être stockée en quantités suffisantes pour répondre à la demande à l'échelle nationale, il faut produire à tout moment exactement la quantité nécessaire, ce qui oblige les compagnies d'électricité à prévoir soigneusement leurs charges électriques et à maintenir une coordination constante avec leurs centrales. Une certaine quantité de production doit toujours être maintenue en réserve pour protéger le réseau électrique contre les perturbations et les pertes inévitables.

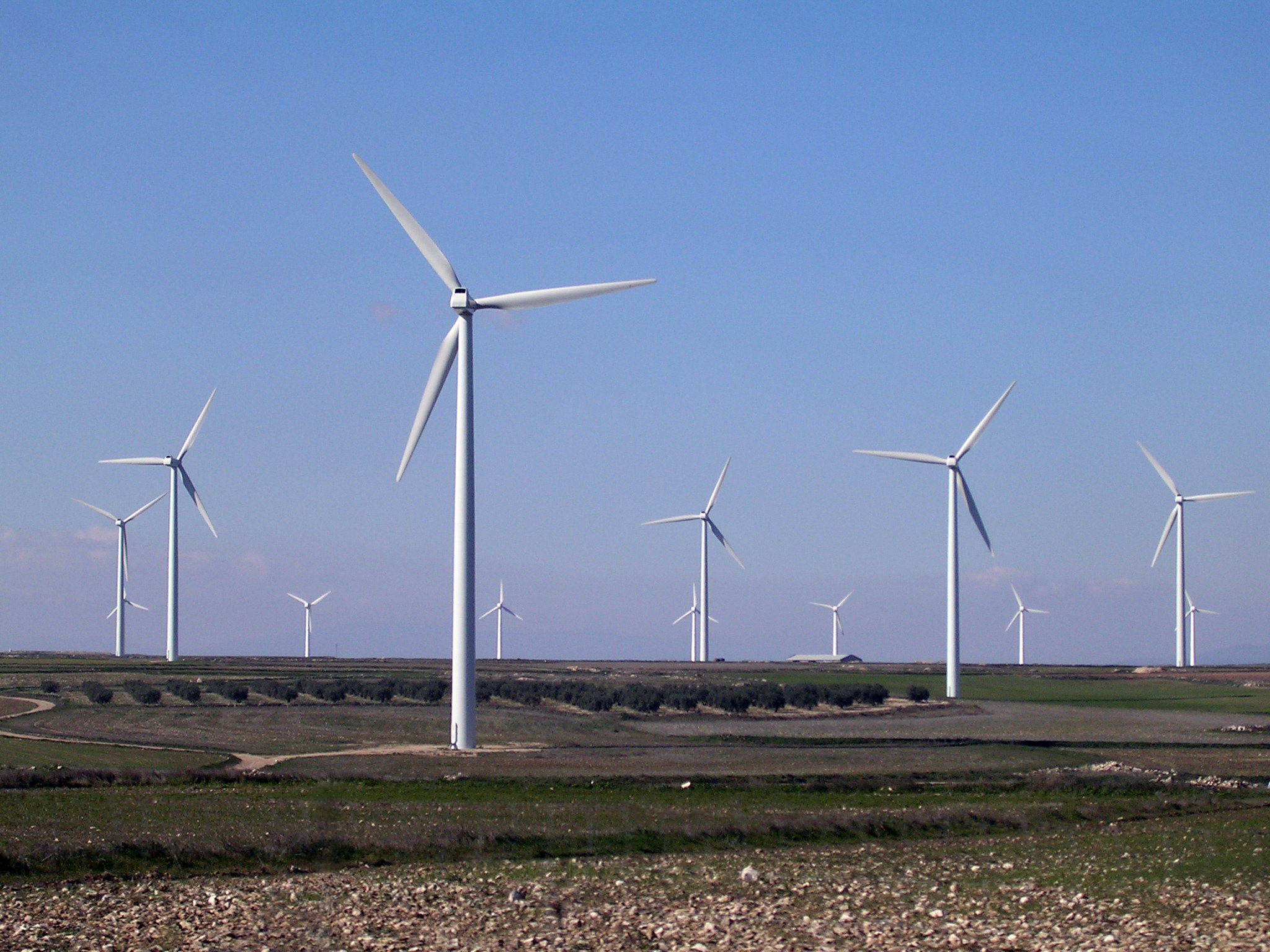
L'énergie éolienne revêt une importance croissante dans de nombreux pays.

La demande d'électricité augmente très rapidement à mesure qu'une nation se modernise et que son économie se développe. Les États-Unis ont enregistré une augmentation de 12 % de la demande chaque année au cours des trois premières décennies du XXe siècle, un taux de croissance que connaissent les économies émergentes telles que celles de l'Inde ou de la Chine au XXIe siècle,,. Historiquement, le taux de croissance de la demande d'électricité a dépassé celui des autres formes d'énergie.
Les préoccupations environnementales liées à la production d'électricité ont conduit à mettre l'accent sur la production à partir de sources renouvelables, en particulier l'énergie éolienne et solaire. Bien que l'on puisse s'attendre à ce que le débat se poursuive sur l’impact environnemental des différents moyens de production d'électricité, sa forme finale est relativement propre,.

### Applications

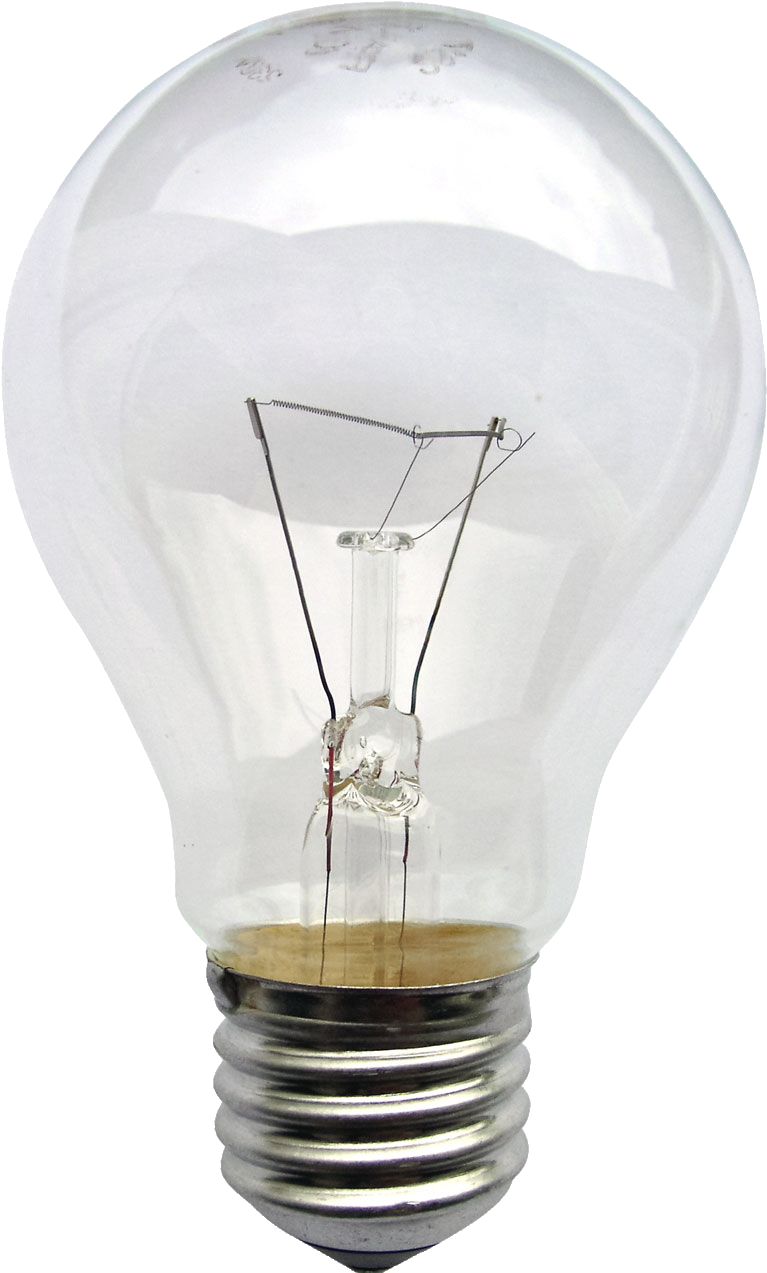
L'ampoule à incandescence, une des premières applications de l'électricité, fonctionne par effet Joule : le passage d'un courant électrique à travers une résistance électrique produit de la chaleur.

L'électricité est un moyen très pratique de transférer l'énergie, et elle est adaptée à un nombre énorme et croissant d'utilisations. L'invention d'une lampe à incandescence pratique dans les années 1870 a fait de l'éclairage l'une des premières applications publiques de l'énergie électrique. Bien que l'électrification ait apporté avec elle ses propres dangers, le remplacement des flammes nues de l'éclairage au gaz a considérablement réduit les risques d'incendie dans les maisons et les usines.
L'effet Joule résistif employé dans les ampoules à filament est également utilisé plus directement dans le chauffage électrique. Bien qu'il soit polyvalent et contrôlable, il peut être considéré comme un gaspillage, puisque la plupart de la production d'électricité a déjà nécessité la production de chaleur dans une centrale électrique. Un certain nombre de pays, comme le Danemark, ont adopté une législation limitant ou interdisant l'utilisation du chauffage électrique résistif dans les nouveaux bâtiments. L'électricité reste cependant une source d'énergie très pratique pour le chauffage et la réfrigération, la climatisation et les pompes à chaleur représentant un secteur croissant de la demande d'électricité pour le chauffage et la climatisation, dont les effets sont de plus en plus pris en compte par les services publics d'électricité,.
L'électricité est utilisée dans les télécommunications, et le télégraphe électrique, dont la démonstration commerciale faite en 1837 par William Fothergill Cooke et Charles Wheatstone avec leur système est l'une de ses premières applications. Avec la construction des premiers systèmes télégraphiques transcontinentaux, puis transatlantiques, dans les années 1860, l'électricité permet de communiquer en quelques minutes à travers le monde. La fibre optique et la communication par satellite ont pris une part du marché des systèmes de communication, mais on peut s'attendre à ce que l'électricité reste un élément essentiel du processus,.
Les effets de l'électromagnétisme sont le plus visiblement employés dans les moteurs électriques, qui fournissent de l'énergie motrice propre et efficace. Un moteur stationnaire, tel qu'un winch, est facilement alimenté en énergie, mais un moteur qui se déplace avec son application, tel qu'un véhicule électrique, est obligé soit de transporter une source d'énergie, telle qu'une batterie, soit de capter le courant d'un contact glissant, tel qu'un pantographe. Les véhicules à moteur électrique sont utilisés dans les transports en commun, tels que les bus et les trains électriques, et un nombre croissant de voitures électriques à batterie en propriété privée,.
Les dispositifs électroniques utilisent le transistor, qui est peut-être l'une des inventions les plus importantes du vingtième siècle et un élément fondamental de tous les circuits modernes. Un circuit intégré moderne peut contenir plusieurs milliards de transistors miniaturisés dans une région de quelques centimètres carrés seulement.

## Dans la nature

### Effets physiologiques
Une tension électrique appliquée à un corps humain provoque un courant électrique à travers les tissus, et bien que la relation ne soit pas linéaire, plus la tension est élevée, plus le courant est important. Le seuil de perception varie avec la fréquence d'alimentation et avec le trajet du courant, mais il est d'environ 0,1 à 1 milliampère à la fréquence du réseau électrique, bien qu'un courant aussi faible que 1 microampère puisse être détecté comme un effet d'électrovibration dans certaines conditions. Si le courant est suffisamment élevé, il peut provoquer des contractions musculaires, une fibrillation cardiaque et des brûlures des tissus. L'absence de signe visible indiquant qu'un conducteur est sous tension électrique fait de l'électricité un danger particulier. La douleur causée par un choc électrique peut être intense, ce qui fait que l'électricité est parfois utilisée comme méthode de torture. La mort causée par un choc électrique est appelée électrocution. L'électrocution est encore le moyen d'exécutions judiciaires dans certaines juridictions, bien que son utilisation devienne de plus en plus rare.

### Phénomènes électriques

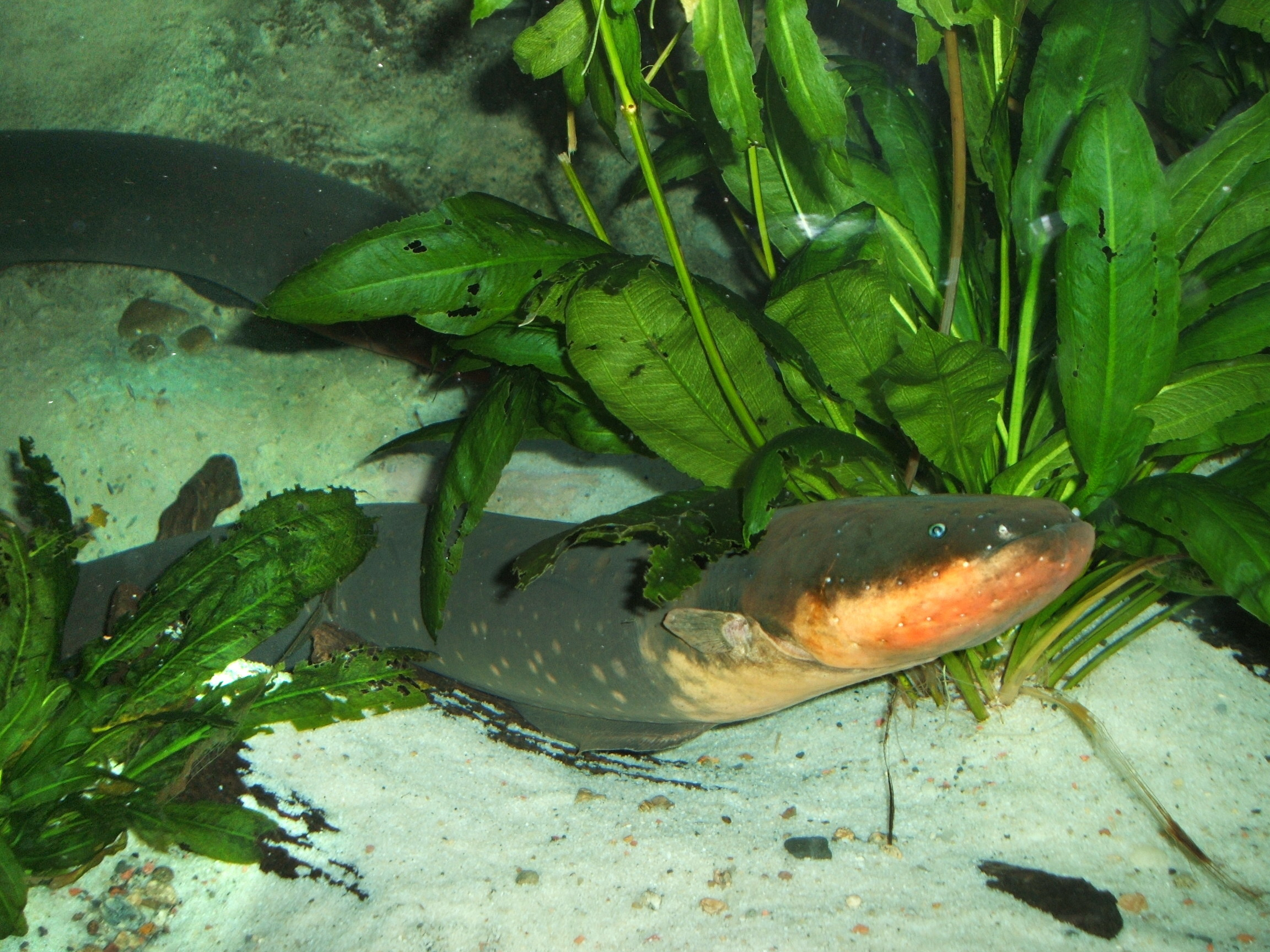
Une anguille électrique, Electrophorus electricus.

L'électricité n'est pas une invention humaine, et elle peut être observée sous plusieurs formes dans la nature, dont la plus connue est probablement la foudre. De nombreuses interactions familières au niveau macroscopique, comme le toucher, la friction ou les liaisons chimiques, sont dues à des interactions entre des champs électriques à l'échelle atomique. Le champ magnétique terrestre proviendrait d'une dynamo naturelle de courants circulant dans le noyau de la planète. Certains cristaux, comme le quartz, ou même le sucre, génèrent une différence de potentiel à travers leurs faces lorsqu'ils sont soumis à une pression externe. Ce phénomène est connu sous le nom de piézoélectricité, du grec πιέζω / piézô, « presser », et est découvert en 1880 par Pierre et Jacques Curie. L'effet est réciproque, et lorsqu'un matériau piézoélectrique est soumis à un champ électrique, une petite modification des dimensions physiques se produit.
Certains organismes, tels que les requins, sont capables de détecter et de réagir aux variations des champs électriques, une capacité connue sous le nom d'électroperception, tandis que d'autres, qualifiés d'électrogéniques (en), sont capables de générer eux-mêmes des tensions pour chasser ou se défendre. L'ordre des Gymnotiformes, dont l'exemple le plus connu est l'anguille électrique, détecte ou assomme ses proies grâce à des tensions élevées générées par des cellules musculaires modifiées appelées électrocytes,. Tous les animaux transmettent des informations le long de leurs membranes cellulaires par des impulsions de tension appelées potentiels d'action, dont les fonctions incluent la communication par le système nerveux entre les neurones et les muscles. Un choc électrique stimule ce système et provoque la contraction des muscles. Les potentiels d'action sont également responsables de la coordination des activités dans certaines plantes.

## Dans la culture

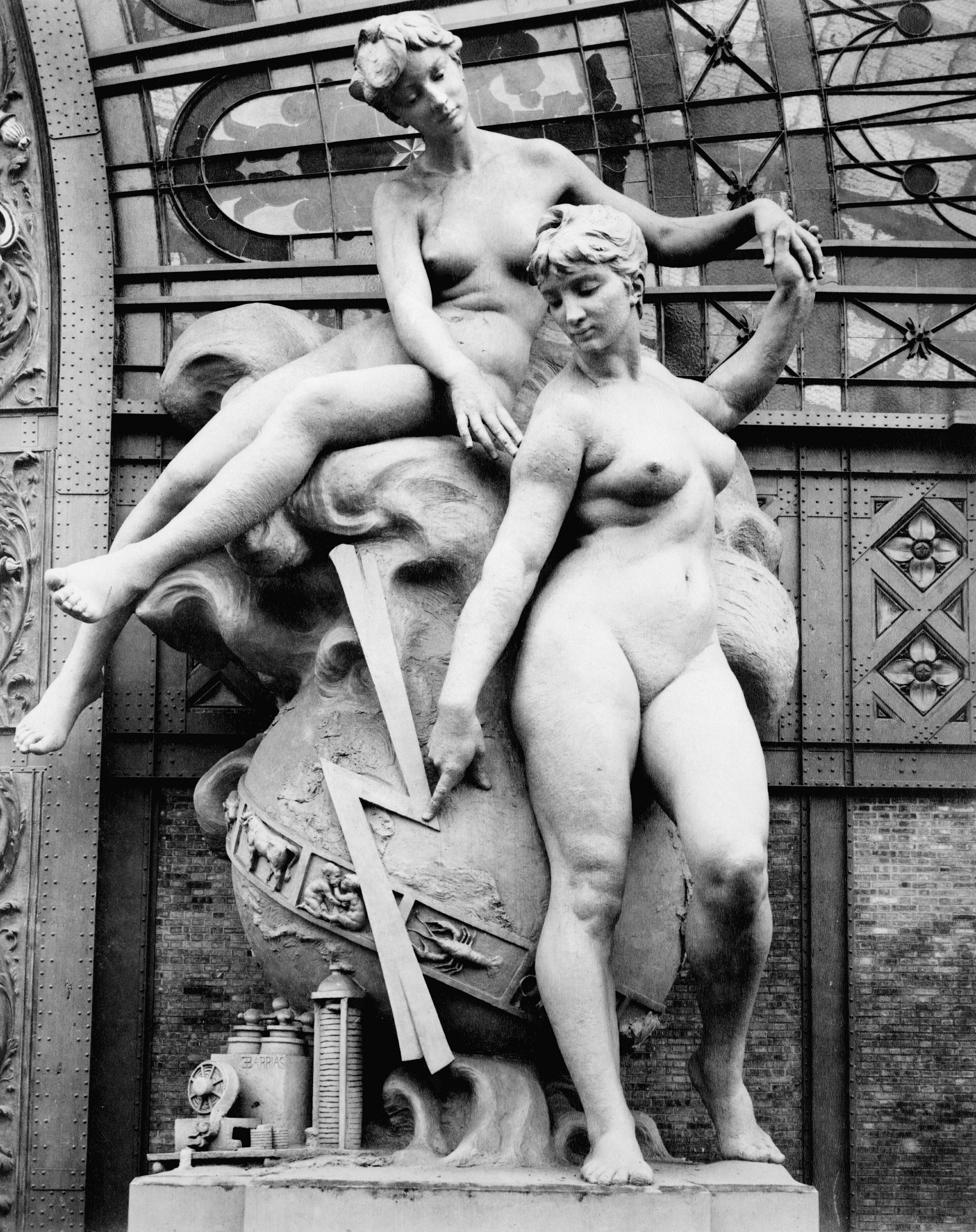
L'Électricité de Louis-Ernest Barrias.

Au XIXe et au début du XXe siècle, l'électricité ne fait pas partie de la vie quotidienne de nombreuses personnes, même dans le monde occidental industrialisé. La culture populaire de l'époque la dépeint donc souvent comme une force mystérieuse, quasi magique, capable de tuer les vivants, de ranimer les morts ou de détourner les lois de la nature. Cette attitude commence avec les expériences de Luigi Galvani en 1771, dans lesquelles il montre que les pattes de grenouilles mortes se contractent avec l'application d'électricité. La « revitalisation », ou la réanimation de personnes apparemment mortes ou noyées, est signalée dans la littérature médicale peu après les travaux de Galvani. Ces résultats sont connus de Mary Shelley lorsqu'elle écrit Frankenstein ou le Prométhée moderne (1819), bien qu'elle ne nomme pas spécifiquement la méthode de revitalisation du monstre. Cette méthode employant l'électricité est ensuite devenue un thème récurrent des films d'horreur,.
Au fur et à mesure que le public se familiarise avec l'électricité en tant qu'élément vital de la seconde révolution industrielle, les personnes qui la manipulent sont plus souvent présentées sous un jour positif, comme les ouvriers qui « touchent la mort au bout de leurs gants alors qu'ils coupent et recoupent les fils alimentés » dans le poème Sons of Martha (1907) de Rudyard Kipling. Walt Whitman inaugure une poésie de la modernité qui « chante le corps électrique » (I sing the Body Electric). Les véhicules électriques de toutes sortes occupent une place importante dans les récits d'anticipation tels que ceux de Jules Verne et les livres de Tom Swift. Les maîtres de l'électricité, qu'ils soient fictifs ou réels — y compris des scientifiques tels que Thomas Edison, Charles Proteus Steinmetz ou Nikola Tesla — sont généralement considérés comme ayant des pouvoirs de sorciers. L'électricité ayant cessé d'être une nouveauté pour devenir une nécessité de la vie quotidienne dans la seconde moitié du XXe siècle, la culture populaire ne lui accorde une attention particulière que lors de pannes électriques, un événement qui est généralement le signe d'une catastrophe. Les personnes qui la maintiennent en fonction, comme le héros sans nom de la chanson de Jimmy Webb Wichita Lineman (1968), sont encore souvent présentées comme des personnages héroïques aux allures de sorciers.
Dans le domaine des arts plastiques, l'électricité est représentée sous forme de sculptures, comme L'Électricité réalisée pour l'exposition universelle de 1889 par Louis-Ernest Barrias et en peinture, comme La Fée Électricité de Raoul Dufy, conservée au musée d'Art moderne de Paris,. L'électricité a également permis des avancées certaines dans le monde de la musique, à travers le développement de microphones et de haut-parleurs mais aussi l'arrivée d'instruments électroniques et de la musique électronique en général.
Les films de David Lynch interrogent « la vie comme un montage électrique » : dès The Grandmother (1970), « tout s'enchaîne par conduction magique, à l'image d'une interrogation d'enfant sur l'électricité : pourquoi, quand on appuie sur un bouton au mur, cela fait-il tomber la lumière du plafond ? ».